# IPad (8. Generation)
Das iPad der 8. Generation ist Teil der iPad-Tabletcomputerreihe des US-amerikanischen Konzerns Apple. Es wurde am 15. September 2020 von Tim Cook der Öffentlichkeit vorgestellt. Ab 18. September 2020 konnte es vorbestellt werden. Mit der Vorstellung der neunten Generation wurde der Verkauf der achten Generation eingestellt.

## Neuerungen
Während der Vorgänger den Apple A10 Fusion SoC verwendet, besitzt das iPad der achten Generation den Apple A12 Bionic. Dieser besitzt eine Neural Engine, ein KI-Hardwarebeschleuniger. Er hat zwei zusätzliche energiesparende Kerne. Im Gegensatz zum A10 kann er alle Kerne gleichzeitig verwenden, statt nur ein Paar von Kernen.

## Design
Das iPad der 8. Generation hat eine Rückseite aus Aluminium und existiert in den Farben Silber, Spacegrau und Gold. Am mittigen unteren Rand ist eine Home-Taste mit Touch ID angebracht. An der rechten Gehäuseseite befinden sich die Lautstärkewippen und ein Smart Connector für Zubehör. Auf der Rückseite ist eine Kamera mit 8, auf der Frontseite mittig am oberen Bildschirmrand eine weitere Kamera mit 1,2 Megapixeln eingebaut. Die Rückseite besitzt oben in der Mitte ein Mikrofon. Außerdem gibt es auf der Oberseite ein Mikrofon und einen 3,5-mm-Klinkenanschluss. Auf der Unterseite sind Stereolautsprecher neben dem Lightning-Dockanschluss verbaut. Bedient wird das Gerät hauptsächlich über Bildschirm-Berührungen.

## Technik
Apple bot das iPad der 8. Generation als 32- oder 128-GB-Variante ohne Modem an. Zusätzlich gibt es ein iPad mit LTE- und UMTS-Modem. Dieses verwendet Nano-SIM-Karten. Apple gibt bis zu 10 Stunden Akkulaufzeit beim Surfen im Internet über WLAN und bis zu 9 Stunden bei der Nutzung eines mobilen Datennetzes an. Der Lithiumpolymerakkumulator hat eine Kapazität von 32,4 Wh. Zusätzlich zum Mobilfunkmodem verbaute Apple ein A-GPS-Modul. Den digitalen Kompass besitzen auch die Geräte ohne Modem.
System-on-a-Chip ist der Apple A12 Bionic mit Sechskernprozessor, der zwei leistungsstarke Kerne „Vortex“ und vier energiesparende Kerne „Tempest“ besitzt. Dazu kommt ein von Apple entwickelter Grafikprozessor mit vier Kernen.

## Preise
Die unverbindliche Preisempfehlung betrug 379 € bzw. 479 € je nach Größe des Speichers. Ein SIM-Kartenschacht, der 4G-Mobilfunkkonnektivität ermöglicht, kostete zusätzlich je 140 €. Damit sind die Preise verglichen mit dem Vorgänger gleich geblieben.